# پان‌عربیسم

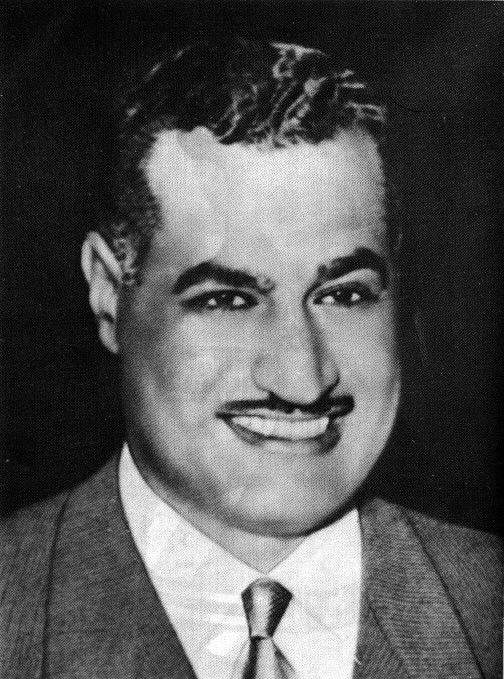
جمال عبدالناصر، رئیس‌جمهور مصر، اولین مبلغ بین‌المللی پان‌عربیسم بود.

پان عربیسم (به عربی: الوحدة العربیة) یک ایدئولوژی است، که از همبستگی همه مردم عرب در یک دولت ملی یگانه، متشکل از کشورهای عربی غرب آسیا و شمال آفریقا از اقیانوس اطلس تا دریای عرب، که نمایان‌گر جهان عرب است، پشتیبانی می‌کند. این ایده پیوند نزدیکی با ملی‌گرایی عربی دارد و بر این باور پافشاری می‌کند که عرب‌ها یک ملت یگانه‌ اند. این ایده در اواخر سده نوزدهم در میان سرزمین های عرب‌نشین امپراتوری عثمانی پدید آمد و محبوبیت آن در دهه‌های ۱۹۵۰ و ۱۹۶۰ به اوج خود رسید. هواداران پان عربیسم اغلب از اصول سوسیالیستی پشتیبانی کرده و به شدت با دخالت سیاسی جهان غرب در جهان عرب مخالفت کرده‌اند. همچنین با تشکیل اتحادها و تاحدودی همکاری اقتصادی، به دنبال نیرومندسازی کشورهای عربی در برابر نیروهای خارجی بودند.

نقشه جهان عرب

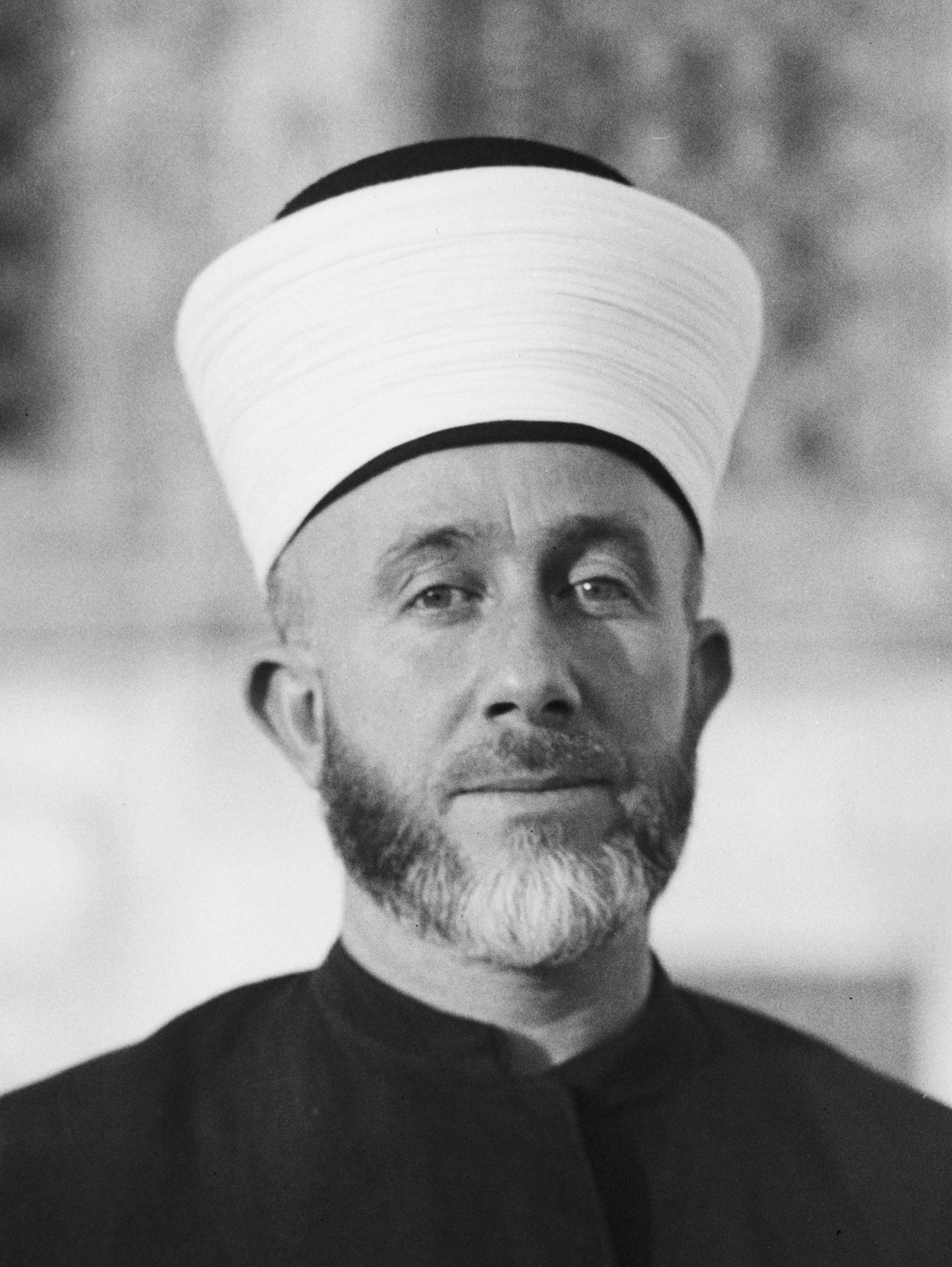
محمد امین الحسینی، مؤسس لژیون آزاد عربی برای شرکت در آلمان نازی

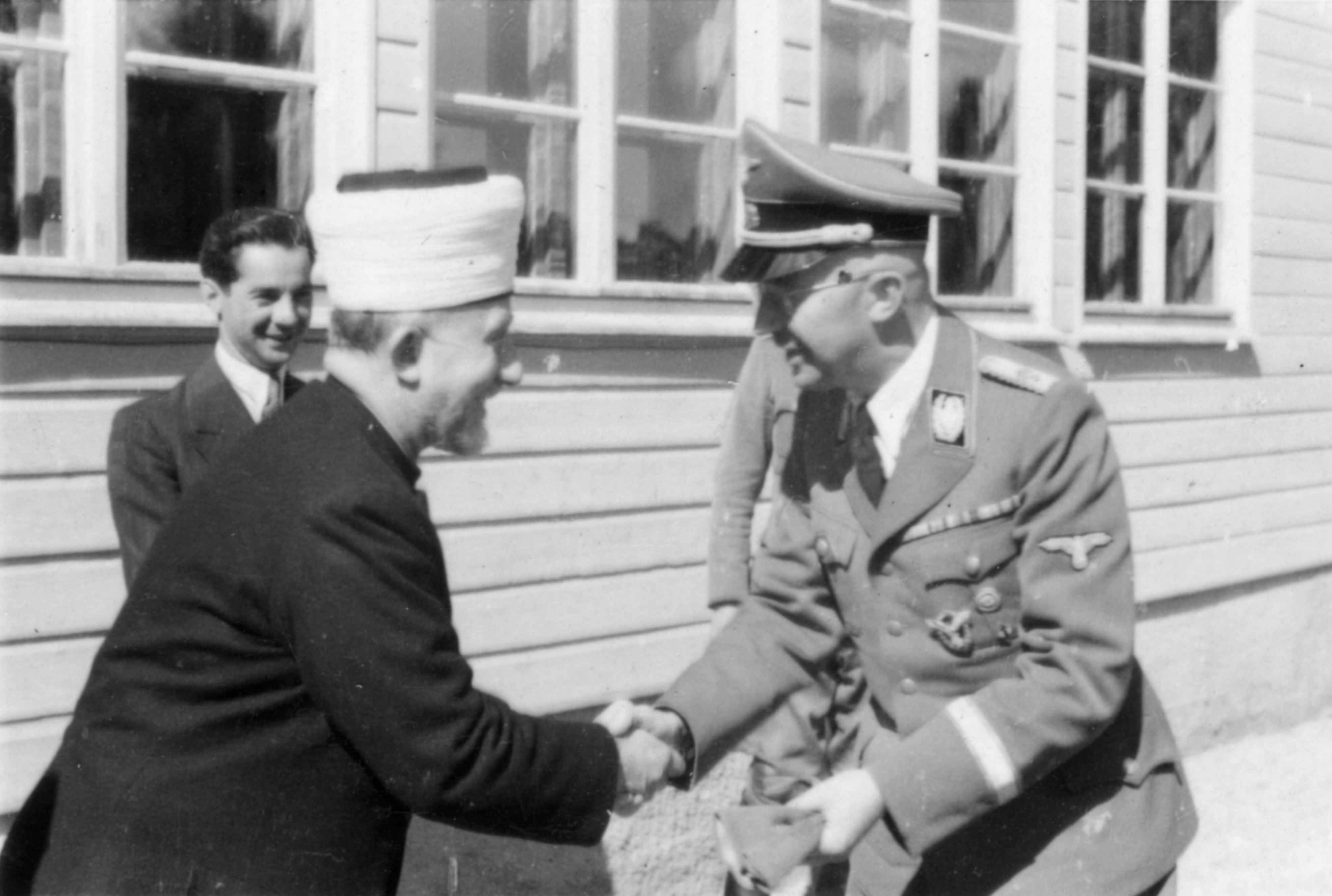
هاینریش هیملر در ملاقات با محمد امین الحسینی

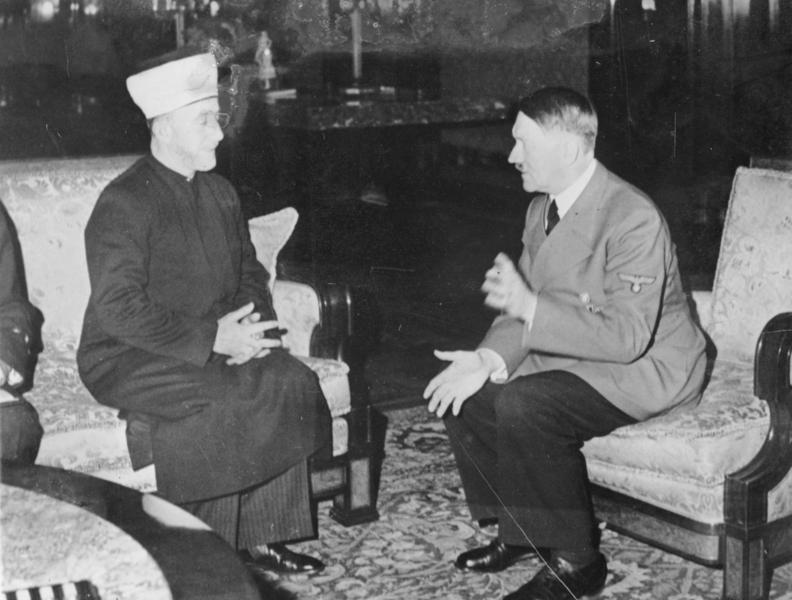
محمد امین الحسینی در حال مذاکره با آدولف هیتلر - برلین ۱۹۴۱

پان‌عربیسم، که همچنین به عنوان ناسیونالیسم عربی شناخته می‌شود، ایدئولوژی‌ای است که خواستار وحدت سیاسی ملت‌ها و دولت‌های عربی است. بر اساس اجماع، عرب‌بودن نه بر اساس دین یا خاستگاه جغرافیایی، بلکه بر مبنای زبان، همان‌طور که ساتی الحصری پیشنهاد کرد، تعریف می‌شود. عرب‌ها کسانی هستند که زبان مادری‌شان عربی است و خود را با تاریخ و فرهنگی که با آن مرتبط است، هم‌هویت می‌دانند.
اگرچه برخی از پژوهشگران ریشه‌های این ایدئولوژی را به سازندگان دولت در قرن نوزدهم مانند محمد علی پاشا در مصر، یا جنبش‌های اصلاح‌طلب مذهبی مانند وهابیه، یا روشنفکرانی چون عبدالله ندیم و عبدالرحمن کواکبی نسبت می‌دهند، اما پان‌عربیسم به عنوان یک ایدئولوژی منسجم و جنبش سیاسی در دوران جنگ جهانی اول شکل گرفت. این جنبش در واکنش به امپریالیسم اروپایی و نیز به سوءمدیریت و ایدئولوژی پان‌ترکیسم که با جنبش ترکان جوان در امپراتوری عثمانی مرتبط بود، پدید آمد.
زمانی که قیام هاشمیان علیه حکومت عثمانی در سال ۱۹۱۵ آغاز شد، شریف حسین و پسرانش توانستند حمایت‌هایی را نه‌تنها در حجاز، جایی که مستقر بودند، بلکه در سوریه نیز به دست آورند. حسین گمان می‌کرد که از دولت بریتانیا، که توسط کمیسر عالی در قاهره، سر هنری مک‌ماهون، نمایندگی می‌شد، تضمین‌هایی دریافت کرده است که او و پسرانش بر تمامی سرزمین‌های عربی که از کنترل عثمانی آزاد شوند، حکومت خواهند کرد. با این حال، علی‌رغم تلاش‌های فیصل، پسر حسین، و توماس ادوارد لورنس در کنفرانس صلح ورسای، نظام قیمومیت پس از جنگ، لبنان و سوریه را به فرانسه و عراق و فلسطین را به بریتانیا واگذار کرد. آینده فلسطین به‌ویژه نامشخص بود، زیرا در نوامبر ۱۹۱۷، بریتانیا اعلامیه بالفور را صادر کرده بود که در آن وعده داده شد که ایجاد یک وطن یهودی در آنجا مورد توجه قرار خواهد گرفت. پروژه وحدت عربی هاشمیان با تسخیر حجاز توسط عبدالعزیز ابن سعود در سال ۱۹۲۴ و تبعید حسین به قبرس به شکست نهایی رسید و تنها دو پسر او توانستند به عنوان پادشاهان تحت حمایت بریتانیا بر تخت بنشینند: عبدالله در شرق اردن و فیصل در عراق.
پس از جنگ جهانی دوم، ناسیونالیسم عربی به دو شکل که ابتدا همکار و سپس متضاد بودند، تجلی یافت. نخستین شکل آن مذهبی بود که از سوی اخوان‌المسلمین مطرح شد و وحدت اعراب را گامی نخست در جهت همبستگی پان‌اسلامی می‌دانست. دومین شکل آن سکولار بود و توسط حزب بعث به رهبری میشل عفلق و بعدها ناصریست‌ها نمایندگی می‌شد. دشمن مشترک هر دو گروه، میراث ماندگار امپریالیسم بریتانیا و فرانسه در جهان عرب بود که از طریق نخبگان عرب همسو، پایگاه‌های نظامی، امتیازات اقتصادی، و دولت اسرائیل نماد یافته بود.
اندکی پس از به قدرت رسیدن در مصر در ژوئیه ۱۹۵۲، جمال عبدالناصر شروع به تبدیل مصر به یک هسته انقلابی کرد که حول آن وحدت عربی شکل گیرد. او ابتدا گروه‌های مذهبی‌ای را که از قیام افسران آزاد علیه سلطنت مصر حمایت کرده بودند اما به سرعت از سکولاریسم او ناامید شده بودند، سرکوب کرد. سپس توجه خود را به سوی پادشاهی‌های محافظه‌کار عرب معطوف ساخت.
اوج پان‌عربیسم سکولار در سال ۱۹۵۸ رخ داد، زمانی که مصر و سوریه با هم ادغام شدند و جمهوری متحد عربی (UAR) را تشکیل دادند. با این حال، سوریه در سال ۱۹۶۱ به دلیل نارضایتی فزاینده از سیاست‌های سرکوبگرانه و متمایل به مصرِ ناصر از این اتحادیه خارج شد. تلاش‌های بعدی در سال ۱۹۶۳ برای احیای UAR، این بار با مشارکت عراق پس از کودتای بعثی‌ها در آن کشور، ناموفق ماند.
پس از تجربه شکست‌خورده جمهوری متحد عربی، رویدادهای مختلفی به‌عنوان نشانه‌های افول پان‌عربیسم تلقی شده‌اند، از جمله شکست سنگین اعراب در جنگ ۱۹۶۷ با اسرائیل، پیمان صلح مصر با اسرائیل در ۱۹۷۹، و حمله عراق به کویت در ۱۹۹۰. با این حال، ناسیونالیسم عربی هنوز به لحاظ گفتمانی زنده است و اکنون بار دیگر با لحن مذهبی قوی همراه شده است، چنان‌که در بیانیه‌های گروه‌های بنیادگرا و حتی در تبلیغات دیکتاتورهای سکولاری مانند صدام حسین دیده می‌شود. او بارها برای جلب حمایت اعراب، در جریان جنگ خلیج فارس ۱۹۹۱ و ماه‌های منتهی به جنگ ۲۰۰۳ که به سرنگونی‌اش انجامید، به دین متوسل شد.
شاید مهم‌تر از همه، ناسیونالیسم عربی امروز به‌طور نهادینه در قالب تداوم وجود اتحادیه عرب، که در سال ۱۹۴۵ تأسیس شد و اکنون ۲۲ عضو دارد، و همچنین در تلاش‌های مداوم برای ایجاد سازمان‌های زیرمنطقه‌ای، منعکس شده است که موفق‌ترین نمونه آن شورای همکاری خلیج فارس (GCC) است که در سال ۱۹۸۱ شکل گرفت و شش کشور عربی هم‌مرز با خلیج فارس را شامل می‌شود.
پان‌عربیسم ایدئولوژی‌ای است که از اتحاد کلی اعراب (وحدت العرب، الوحده العربیه) حمایت می‌کند. ایدئولوگ‌های پان‌عربیسم همواره چنین اتحادی را بر اساس چندین عنصر مشترک توصیه کرده‌اند: 
1. زبان و فرهنگ، که به عنوان عالی‌ترین بیان کل ملت عرب و یکی از پیوندهای اصلی آن با گذشته (از جمله گذشته اسلامی؛ بسیاری از اعراب، ملی‌گرایی خود را به شکل اسلامی بیان کرده‌اند).[۱۲]
2. تاریخ، که پرداختن به آن، غوطه‌ور شدن در شکوه گذشته مشترک را فراهم می‌کرد که با وضعیت قرن بیستم متفاوت بود.[۱۳]
3. ریشه‌های قومی، که در نیمه اول قرن بیستم به طور فزاینده‌ای "نژاد" نامیده می‌شد.[۱۴]
4. پیوستگی سرزمینی از سواحل مراکش تا سواحل عراق و عربستان سعودی، که فرهنگ و تاریخ مشترکی را حفظ می‌کرد و می‌توانست به طور طبیعی روابط سیاسی و اقتصادی را تقویت کند. روش‌های مورد حمایت و تلاش‌های مختلف، عموماً بر ایجاد فدراسیون‌ها و کنفدراسیون‌ها به عنوان گامی به سوی یک اتحاد عمومی متمرکز بود، که یا از طریق اقناع یا زور به دست می‌آمد.[۱۵]

تاریخ پان‌عربیسم عمدتاً سابقه این تلاش‌هاست. در اوایل قرن بیستم، نویسندگان و روزنامه‌نگاران متعددی مانند نجیب عازوری، ملت عرب را از نظر احساسات ازلی دیرینه مورد بحث قرار دادند. آثار آنها بیشتر توسط حلقه‌های نسبتاً کوچک نخبگان خوانده می‌شد، با این حال، و به ندرت به عنوان دستورالعمل‌هایی برای دستیابی به یک اتحاد سراسری عرب عمل می‌کرد. فقط پس از پایان جنگ جهانی اول، با فروپاشی متعاقب امپراتوری عثمانی و تأسیس موجودیت‌های عربی تحت قیمومت، حرکت‌های سیاسی توسط چندین رهبر عرب به سوی فدرال کردن سرزمین‌های عرب‌نشین انجام شد. حاکمان هاشمی در عراق و ماورای اردن در این زمینه به طور برجسته‌ای فعال بودند.
هدف بلندمدت فیصل اول از عراق، ایجاد کنفدراسیونی بود که عراق، سوریه، ماوراء اردن، فلسطین و حجاز را در بر بگیرد. او به دنبال تقویت موقعیت خود و کشورش در یک محیط بسیار رقابتی بود، در حالی که به سواحل مدیترانه نیز دسترسی پیدا می‌کرد. سوریه تحت قیمومت فرانسه، کلید موفقیت یا شکست فیصل بود. او تلاش کرد تا سوری‌ها، فرانسوی‌ها و بریتانیایی‌ها را از امکان‌پذیر بودن برنامه‌های خود متقاعد کند. گروه‌های ملی‌گرای خاصی از فیصل و برنامه‌های پان‌عربی او در دهه‌های ۱۹۲۰ و ۱۹۳۰، نه تنها در عراق، بلکه در سوریه نیز حمایت کردند. در کنگره پان‌اسلامی که در سال ۱۹۳۱ در بیت‌المقدس برگزار شد، گروهی از فعالان از دمشق و بیت‌المقدس گرد هم آمدند و منشور پان‌عربی را تهیه کردند که پاراگراف اول آن، تجزیه‌ناپذیری ملت عرب و سرزمین‌های عربی را اعلام می‌کرد. پان‌عربیست‌ها از عراق، لبنان و مصر همبستگی خود را با این منشور اعلام کردند. با این حال، برنامه‌های برگزاری کنگره سراسری عرب در سال ۱۹۳۲ به دلیل نزاع بین عراق و عربستان سعودی و همچنین مخالفت بریتانیا ناکام ماند.
پس از مرگ فیصل اول در سال ۱۹۳۳، برادرش عبدالله، که در آن زمان امیر ماوراء اردن بود، تلاش‌های خود را برای دستیابی به یک اتحاد جزئی عرب تشدید کرد. عبدالله که در دهه‌های ۱۹۲۰ در امور سوریه دخالت داشت، در دهه بعد، برنامه‌های خود را برای ایجاد کنفدراسیونی از ماوراء اردن با سوریه (و در نهایت عراق و فلسطین) با خود به عنوان حاکم آن تجدید کرد. هنگامی که بریتانیا نیروهای فرانسوی ویشی را از سوریه بیرون راند، دوباره تلاش کرد تا پروژه سوریه بزرگ خود را ترویج کند و این تلاش‌ها را پس از جنگ جهانی دوم نیز ادامه داد. شکست او نه تنها به دلیل مخالفت سعودی و ملاحظات مصر، بلکه به دلیل فعالیت‌های نخست‌وزیر عراق نوری سعید بود که در همان راستا از طرف ایالت خود تلاش می‌کرد و سعی داشت بریتانیایی‌ها را متقاعد کند که در شکل‌دهی اتحادی بین عراق، سوریه و فلسطین (از جمله ماورای اردن) کمک کنند. با این حال، عبدالله با این طرح مخالفت کرد، که شانس خودش را برای ریاست چنین اتحادی کاهش می‌داد. یکی دیگر از عوامل پیچیده، پیشنهادی در سال ۱۹۳۶-۱۹۳۷ توسط عبدالعزیز آل سعود، پادشاه عربستان سعودی، برای ایجاد یک فدراسیون عربی به ریاست خودش بود.
هرچه عوامل بیشتری در چنین اقداماتی دخیل باشند، عملی شدن آنها کمتر می‌شود. حتی مصر نیز به این تلاش‌ها پیوست. از اوایل قرن بیستم، بخش قابل توجهی از طیف سیاسی با اهداف فراملی همذات‌پنداری کرده و خود را از نظر پان‌عربی یا پان‌اسلامی، بر اساس اشتراکات فرهنگ و زبان عربی برای یک ملت سراسری عرب تعریف کرده بود. پان‌اسلامیست‌های مصری نیز پان‌عربیسم را به عنوان یک گام حیاتی در مبارزه برای آرمان‌های خود می‌دانستند. در دهه‌های ۱۹۳۰، گروه‌های سیاسی از پان‌عربیسم حمایت کردند و بر همبستگی مصر با اعراب در جاهای دیگر تأکید کردند. در همان زمان، گروه‌های نخبه در عراق و سوریه خود را به زبان سیاسی مشابه بیان کردند. همکاری فرهنگی بین دولت‌های عربی و سایر سازمان‌ها نیز در دهه‌های ۱۹۳۰ و اوایل دهه ۱۹۴۰ افزایش یافت، که بیشتر آن به شکل اقدامات سیاسی بیان می‌شد. انجمن‌های فرهنگی و حرفه‌ای تشکیل شدند و کنوانسیون‌های سیاسی-ادبی برگزار شدند. اصطلاحات پان‌عربی به طور فزاینده‌ای توسط این گروه‌ها و دیگران مورد استفاده قرار می‌گرفت.
در اواخر جنگ جهانی دوم، عمدتاً پس از سال ۱۹۴۳، خواسته‌های اعراب و منافع بریتانیا با هم ترکیب شدند تا مشاوره‌هایی برای تأسیس اتحادیه عرب (به عربی: جامعة الدول العربیة) (به معنای واقعی کلمه، اتحادیه کشورهای عربی) انجام شود. یک کمیته مقدماتی در سال ۱۹۴۴ تشکیل جلسه داد و خود اتحادیه در سال بعد در قاهره توسط مصر، عربستان سعودی، عراق، سوریه، لبنان، ماوراء اردن و یمن (به همراه نماینده‌ای از اعراب فلسطین) تأسیس شد. در این میان، این اتحادیه به بیست و دو ایالت، از جمله موریتانی، سومالی و جیبوتی، گسترش یافته‌است. اتحادیه، مهم‌ترین ابزار سازمانی پان‌عربیسم، نمی‌توانست بدون افزایش تعداد عواملی که وحدت عرب را تبلیغ می‌کردند، تأسیس شود. از سوی دیگر، موفقیت سیاسی نسبتاً محدود آن، عناصر قوی تفرقه‌افکنی را منعکس می‌کند. هدف اصلی اتحادیه، ترویج وحدت سراسری عرب از طریق همکاری و هماهنگی سیاست بین کشورهای عضو در اقتصاد، فرهنگ، بهداشت، حقوق، ارتباطات و امور اجتماعی بوده‌است. کمیته‌های آن در همه این زمینه‌ها به نتایجی دست یافته‌اند، اما در مسائل سیاسی و نظامی، به دلیل تضاد منافع بین اعضای آن و مبارزات قدرت بین گروه‌های رقیب کشورهای عضو، بسیار کمتر. بند ۷ منشور اتحادیه، که اجازه وتو هر تصمیمی را می‌دهد، این وضعیت را منعکس می‌کرد. در نتیجه، تصمیمات اصلی در روابط بین دولتی از طریق مذاکرات مستقیم بین دولت‌ها، نه از طریق اتحادیه عرب، که در آن اعضا توافق می‌کنند که اختلاف نظر داشته باشند، گرفته شده‌است. مهم‌ترین خدمت اتحادیه به پان‌عربیسم، وجود آن به عنوان یک سازمان منطقه‌ای از کشورهای مستقل عرب، چارچوبی برای بحث و مشاوره بین اعضای آن و ابزاری برای مدیریت بحران، مانند میانجی‌گری آن در جنگ داخلی لبنان در طول دهه ۱۹۸۰ باقی مانده‌است (با این حال، در تلاش برای میانجی‌گری بین عراق و کویت در سال ۱۹۹۰ ناکام ماند).
دوازده نشست سران کشورهای عربی یا نمایندگان آنها بین سال‌های ۱۹۶۴ تا ۱۹۸۲ در پایتخت‌های مختلف برگزار شد. اینها فرصت‌های مفیدی برای هماهنگی سیاست‌ها در مورد مسئله فلسطین و تلاش برای حل تضاد منافع بین کشورهای عربی بودند. با این حال، تا آنجا که به نزدیکی مربوط می‌شود، اندکی به دست آوردند. حرکات مختلف برای اتحاد، که با مصر و سوریه (در فوریه ۱۹۵۸) آغاز شد، که به زودی یمن نیز به آن پیوست، و اتحاد عراق و اردن اندکی پس از آن، معنادارتر بودند. با این حال، اینها زودگذر بودند، همانطور که چندین حرکت مشابه دیگر، به عنوان مثال در شمال آفریقا، چنین بودند. در حالی که به طور گسترده به عنوان گام‌هایی به سوی یک اتحاد سراسری عرب اعلام می‌شدند، از نظر بسیاری صرفاً به عنوان اهدافی برای خدمت به منافع منطقه‌ای خود دیده می‌شدند. جمال عبدالناصر به ویژه در دهه‌های ۱۹۵۰ موفق شد احساسات پان‌عربی را در مصر و جاهای دیگر برانگیزد. او توسط بسیاری به عنوان رهبر طبیعی یک اتحاد عربی آینده دیده می‌شد. به طور مشابه، گروه‌ها و احزاب سیاسی مختلف، عمدتاً در سوریه و لبنان، تلاش کردند تا پان‌عربیسم را ترویج کنند. از این میان، مهمترین آنها جنبش بعث بود. اهمیت ویژه آن به دلیل تأثیر گسترده آن (شاخه‌های متعددی در کشورهای مختلف عربی دارد) است که به دلیل جذابیت پان‌عربی آن که با نسخه‌ای از نئومارکسیسم آمیخته شده، می‌باشد. علاوه بر این، حکومت مداوم جناح‌های رقیب بعث در سوریه (از سال ۱۹۶۳) و عراق (از سال ۱۹۷۰) حاکی از آن است که این جنبش در واقع قادر به اجرای ایدئولوژی خود است: سوریه این کار را با تبدیل شدن به نیروی تقریباً مسلط در لبنان از سال ۱۹۹۰ انجام داد (منتقدان عرب، با این حال، آن را به "پان‌سوریه‌گرایی" به جای پان‌عربیسم متهم می‌کنند). و عراق با مطرح کردن ادعاهای توسعه‌طلبانه علیه ایران هم در اروند رود و هم در خوزستان از اوایل دهه ۱۹۸۰، سپس در کویت در سال ۱۹۹۰.
با این حال، شکست پان‌عربیسم در دستیابی به هرگونه نتیجه معنادار در طول قرن بیستم، بسیاری از روشنفکران عرب را بر آن داشت تا «پایان عربیت» را، همانطور که در عنوان مقاله بسیار مورد بحث فواد عجمی (فارن افرز [زمستان ۱۹۷۸-۱۹۷۹]) آمده‌است، سوگواری کنند. عجمی استدلال کرد که افسانه پان‌عربیسم، احتمالاً از زمان جنگ ۱۹۶۷، رو به زوال بوده‌است و جای خود را به منافع خاص و ایدئولوژی‌های ملی دولت‌های منفرد عرب داده‌است. او همچنین به اقلیت‌ها، مانند مسیحیان در لبنان، که با پان‌عربیسمی که آنها را غرق می‌کند، مخالفند، اشاره کرد. به گفته عجمی، حتی معمر قذافی لیبیایی نیز نتوانست پان‌عربیسم را احیا کند. سایر اعراب پاسخ دادند و اظهار داشتند که پان‌عربیسم زنده و پابرجاست. مراکز مطالعات وحدت عربی (به عربی: مرکز دراسات الوحده العربیة) در قاهره و بیروت تلاش می‌کنند این موضوع را ثابت کنند. صرف نظر از مسائل، پان‌عربیسم، در حالی که ظاهراً هنوز محبوب است، در عمل توسط برخی از نخبگان جدید که بیشتر به ایدئولوژی‌های جهان‌شمول دیگر (مانند پان‌اسلامیسم)، ملی‌گرایی دولتی یا مشکلات اجتماعی-اقتصادی توسعه گرایش دارند، دست کم گرفته می‌شود. با این وجود، سرازیر شدن حمایت احساسی در میان توده‌های عرب در چندین کشور از صدام حسین و سیاست‌های عراقی او در سال‌های ۱۹۹۰-۱۹۹۲ نشانه‌ای است که آرمان نهفته وحدت پان‌عربی حفظ شده و عمدتاً در میان سنی‌ها قابل مشاهده است.

## در زمان محمدرضا شاه پهلوی
در زمانی که محمدرضا شاه علناً روابط ایران با اسرائیل را تأیید کرد، جمال عبدالناصر مناسبات سیاسی خود را با ایران قطع کرد و به تبلیغ علیه شاه پرداخت. سوریه و عراق و سایر کشورهای عربی از «جنبش آزادی‌بخش» خوزستان پشتیبانی کردند. سپس اعراب نام خلیج فارس را خلیج عربی و خوزستان را نیز عربستان نامیدند.

## عراق

### صدام حسین

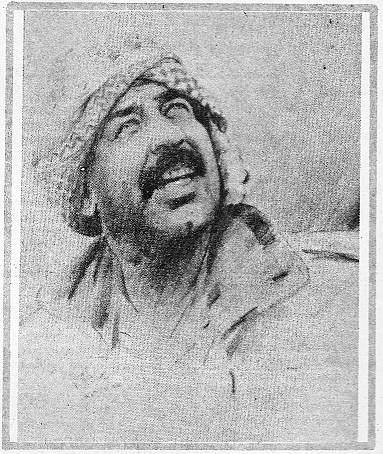
تصویری از صدام حسین در حالی که جنگ ایران و عراق را قادسیه صدام می‌خواند.

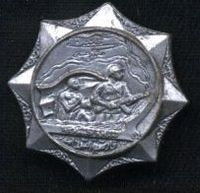
مدال افتخار ارتش صدام حسین، به یادبود جنگ قادسیه

صدام حسین، به دنبال برانگیختن اختلافات قومی، با حمایت «جبهه آزادی عربستان» در خوزستان و «جبهه آزادی ایران» در بلوچستان درآمد.
ایدئولوژی پان‌عربی حزب بعث، خوزستان متعلق به ملت عرب می‌دانست و مدعی بود که باید به دست عرب‌ها برگردد.
صدام حسین ادعای بی‌اساسی در مورد مالکیت جزایر سه‌گانه ایران برای خود کرد. در سپتامبر ۱۹۸۰، عراق، نقشه‌ای جعلی و تحریک‌کننده را چاپ که در در آن، مالکیت جزایر سه‌گانه، از طرف ملت‌های عرب، به او داده شده‌است؛ یعنی ایرانیان، مشروعیت حقوق عراق را به رسمیت شناخته‌اند.
صدام حسین، با حمایت آشکار مالی از تجزیه‌طلب‌های شورشی در خوزستان، دادن وعده همیاری به آنها جهت آزادی عربستان (نامی که توسط رژیم صدام حسین بر استان قدیمی ایران گذاشته شد) متهم شد. بنابر بر گفته فرمانده کل خوزستان، دریادار احمد مدنی، ایران به شورشیان، حمایت تسلیحاتی می‌کرد.
صدام حسین با برجسته‌سازی چهره عربی اسلام، مثل تأکید بر تبار عربی محمد، زبان عربی قرآن و جایگاه شهرهای مقدس اسلام در کشورهای عربی، به مقابله پیام حکومت ایران به مردم عراق شد. بعدها، با تأکید برتری اعراب بر ایرانیان، او جنگ خود علیه ایران را جنگ قادسیه دوم خواند.